# Martin-Luther-Kirche (Postbauer-Heng)

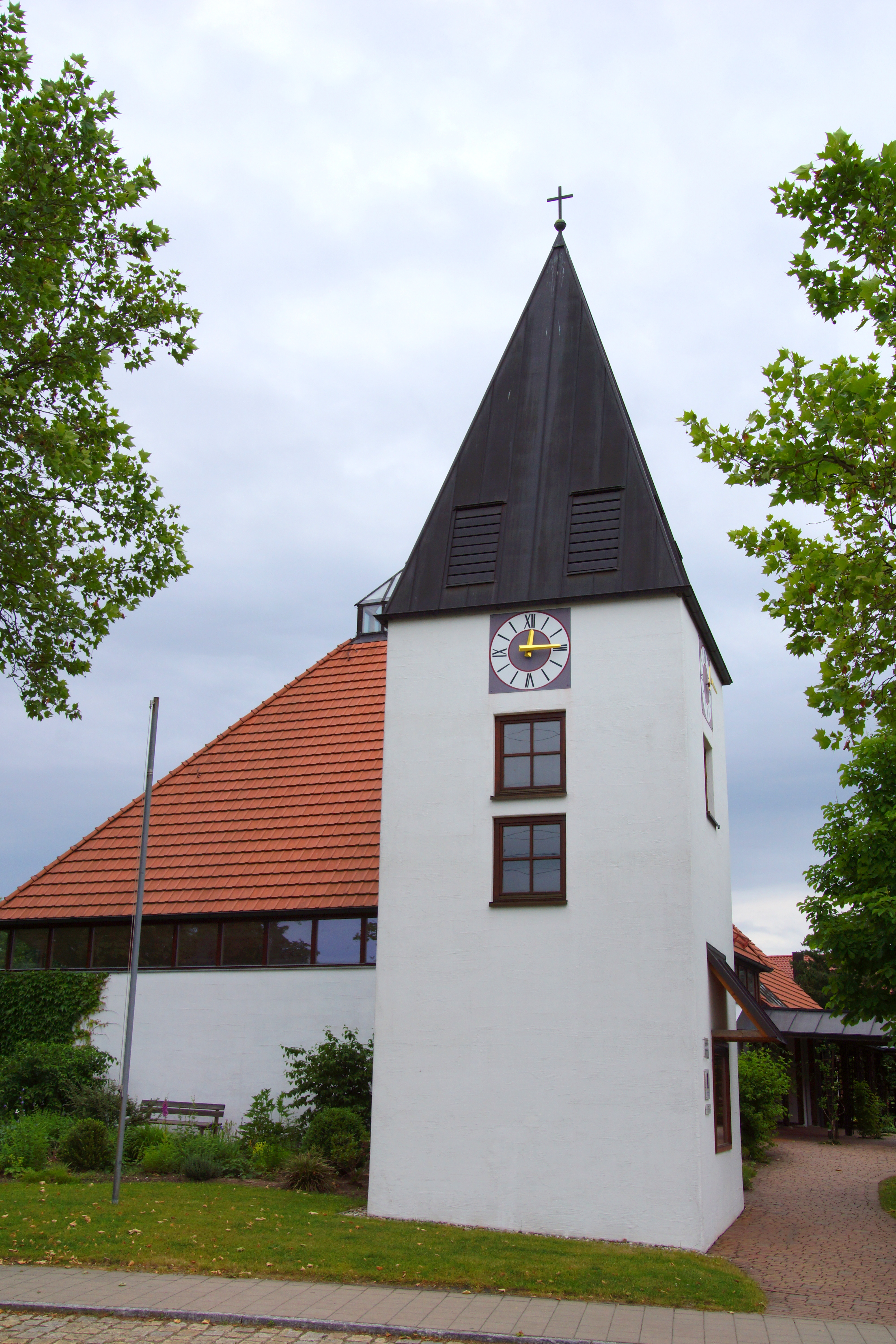
Martin-Luther-Kirche in Postbauer-Heng

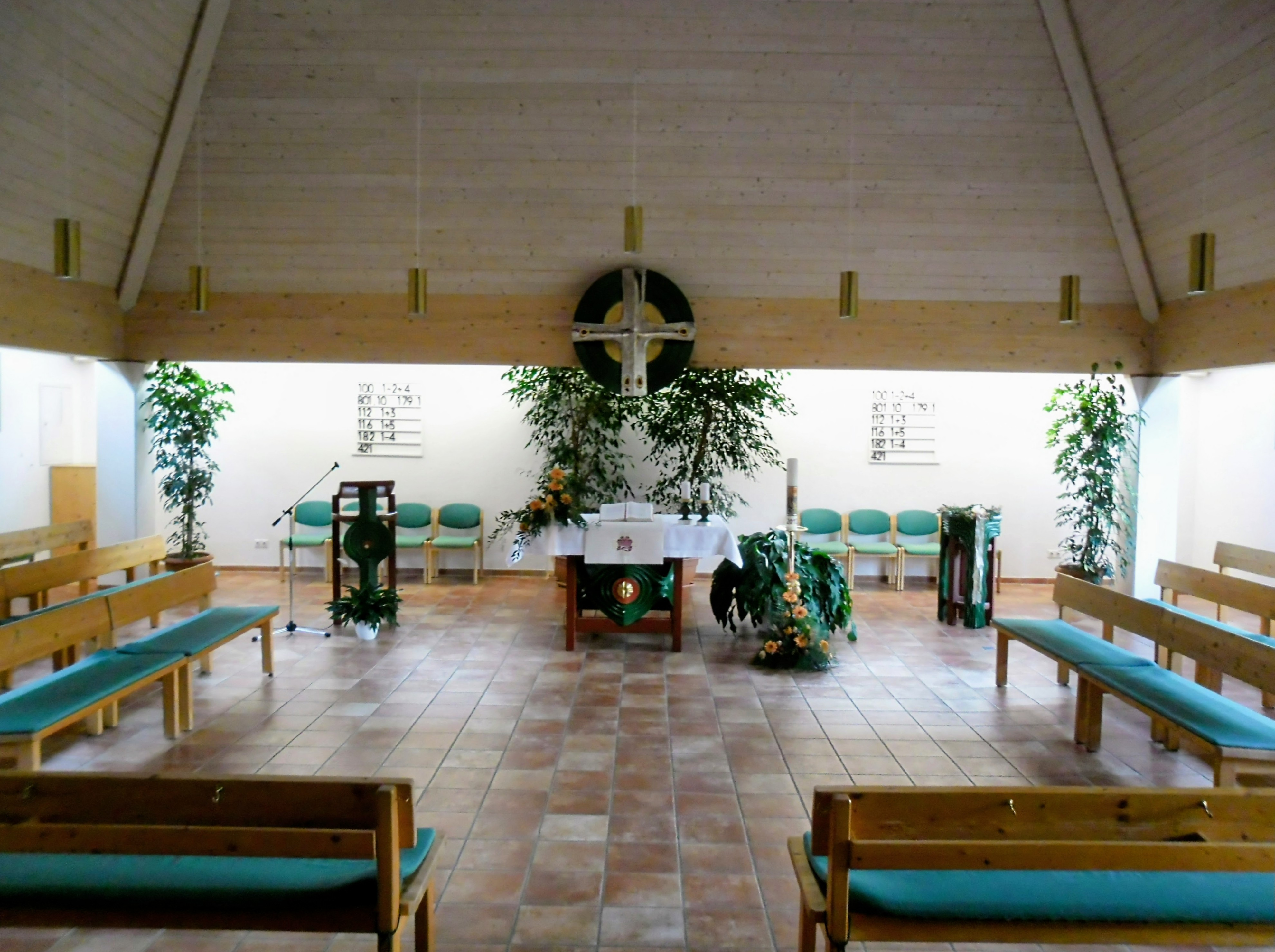
Innenraum (2013)

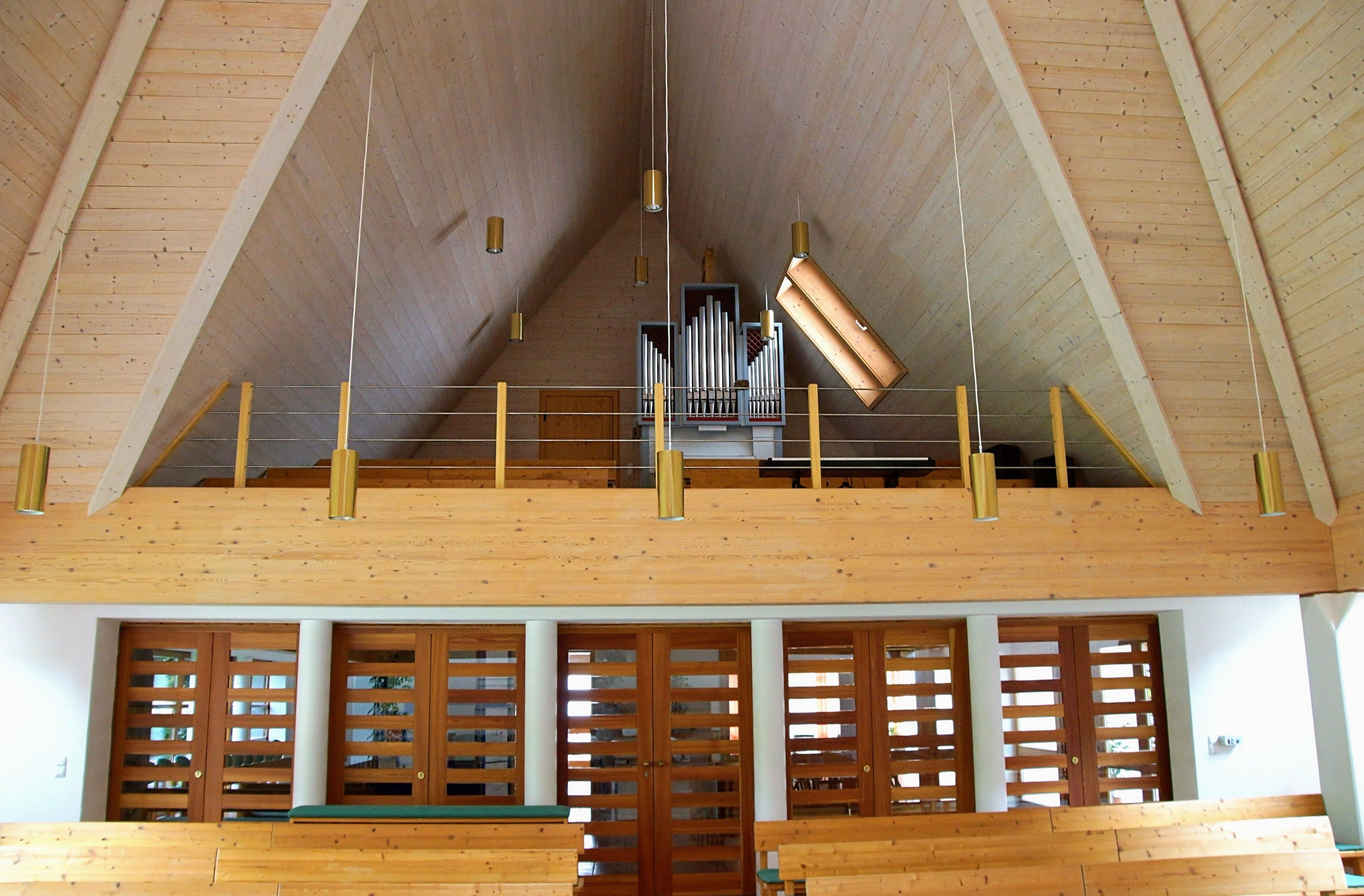
Blick zur Orgel

Die Martin-Luther-Kirche ist die Pfarrkirche der Evangelisch-Lutherischen Kirchengemeinde Postbauer-Heng.

## Geschichte
Die politische Gemeinde hatte den Bauplatz im damals neuzuschaffenden Zentrum nach dem Zusammenschluss der Gemeinden Postbauer und Heng im Jahre 1971 für die damals noch zur Kirchengemeinde Oberferrieden gehörenden Evangelischen freigehalten. Um auch in Postbauer-Heng eigene evangelische Gottesdienste feiern zu können, wurde im Jahr 1974 das Gemeindehaus gebaut. Zum 1. Januar 1983 bildete sich offiziell die Evangelisch-Lutherische Kirchengemeinde Postbauer-Heng und 1998 wurde das heutige Kirchenzentrum errichtet und eingeweiht. Zum 1. Februar 1999 löste sich die Pfarrei von ihrer Mutterkirche in Oberferrieden und wurde selbständig. Damit ist die Martin-Luther-Kirche eine der jüngsten Kirchen in Bayern.
Der Turm und die Glocken wurden im Jahre 2003 durch den Landesbischof der Evangelisch-Lutherischen Kirche in Bayern, Dr. Johannes Friedrich, geweiht. Mit der Weihe wurde das evangelische Gemeindezentrum fertiggestellt.

## Überblick und Beschreibung
Die Kirchengemeinde hat derzeit ungefähr 2200 Gemeindeglieder, davon sind ca. 1000 männlich und 1200 weiblich.
Neben den Sonntagsgottesdiensten gibt es in der Kirche besondere Gottesdienste für Familien und Jugendliche sowie wöchentlich parallel zum Hauptgottesdienst Kindergottesdienste. In der Passionszeit finden nach dem Aschermittwoch wöchentlich Andachten statt.
Das Kirchenzentrum bietet auch Räumlichkeiten für die verschiedenen Gruppen und Kreise. Mutter-Kind-Gruppen, Mädchengruppen, Jungschargruppen und Jugendgruppen finden ebenso wie die Proben des Kirchenchors und der Kirchenband wöchentlich statt. Monatlich findet der Seniorenkreis statt. Der Seniorenkreis unternimmt des Öfteren Halbtagesausflüge. Der Kirchenchor gestaltet Gottesdienste oft mit.
Daneben nutzen die Elterninitiative Kleine Strolche e.V., die Landeskirchliche Gemeinschaft und der Schachclub Postbauer-Heng Räumlichkeiten des Zentrums.
Wichtig im Gemeindeleben ist außerdem das ökumenische Gemeindefest, das wechselseitig im Katholischen oder Evangelischen Kirchenzentrum oder am Wurzhof stattfindet.
Die Ökumene findet Ausdruck durch regelmäßige ökumenische Gottesdienste, Ausschusssitzungen, der auch dem Erfahrungsaustausch dient, und der Nachbarschaftshilfe.

## Die Gebäude und ihre Ausstattungen und Besonderheiten

### Die Glocken und der Glockenturm
Die Glocken bestehen alle aus 78 % Kupfer und 22 % Zinn. Mit ihrer Zusammensetzung und den Tonhöhen sind sie auf die katholische Nachbarkirche St. Elisabeth abgestimmt und harmonieren miteinander.
Gegossen wurde das hell und frisch klingende Geläute im Jahr 2003 von der Glockengießerei Rudolf Perner in Passau.

#### Sonntagsglocke
Sie ist die größte Glocke mit einem Gewicht von 323 Kilogramm, hat einen Durchmesser von 79,6 Zentimetern und klingt mit dem Ton h′. Auf ihr ist als Relief das Kreuz mit Strahlenkranz. Sie ist beschriftet mit Hebräer 13,8: „Jesus Christus gestern und heute und derselbe auch in Ewigkeit“.

#### Mittagsglocke
Sie ist mit 224 Kilogramm und 69,3 Zentimetern Durchmesser die zweitgrößte Glocke des Geläuts; sie ertönt mit d″. Auf ihr ist ein Weinstock abgebildet. Sie ist beschriftet mit Jesaja 40,31: „Die dem Herrn vertrauen, schöpfen neue Kraft“.

#### Abendglocke
Sie wiegt 156 Kilogramm und hat einen Durchmesser von 61,4 Zentimetern; sie läutet in e″. Ihr Relief ist das Christusmonogramm. Beschriftet ist sie mit Lukas 24,29: „Herr bleibe bei uns, denn es will Abend werden“.

#### Taufglocke
Sie wiegt gerade mal 108 Kilogramm und misst 54 Zentimeter im Durchmesser. Somit liefert sie mit g″ den höchsten Ton im Gesamtklang. Ihr Bild ist eine Kombination aus Kreuz, Wasser und Fisch. Beschriftet ist sie mit Lukas 10,20: „Freuet euch, dass eure Namen im Himmel geschrieben sind“.